# Alonso Dávila y Carrillo
Alonso Dávila y Carrillo   (Madrid, valor desconegut - Valladolid, 1656) va ser un religiós i canonista castellà.
Natural de Madrid. Fill de Juan García Dávila, cavaller de l'orde de Sant Jaume natural de Requena, i de María Carrillo, de Toledo. Germà del també canonista i religiós Fernando Dávila. Va ser canonge de la catedral de Toledo, membre del col·legi major de Sant Bartomeu de la Universitat de Salamanca, on va ser rebut el 28 d'octubre de 1644, i on va llicenciar-se en Cànons. Vers maig de 1651 el rei va concedir-li la plaça d'alcaldes d'hijosdalgo de la Cancelleria de Valladolid. Va encarregar-se de dur a terme el registre d'allistament d'homes i d'exempcions per a contribuir a la Guerra dels Segadors. Va morir a Valladolid el 1656.